# گلابی اروپایی
گلابی اروپایی یا ناک یا گلابی وحشی یکی از گونه‌های گلابی است که بیشتر در مرکز و شرق اروپا و جنوب غربی آسیا کشت می‌شود و رشد آن در آمریکا و استرالیا نیز توسعه یافته‌است.
گلابی اروپایی در شمال ایران نیز می‌روید، در گویش مازندرانی  بدان تلکا، در گویش تالشی خج و در زبان گیلکی خوج می‌گویند.

## نگارخانه

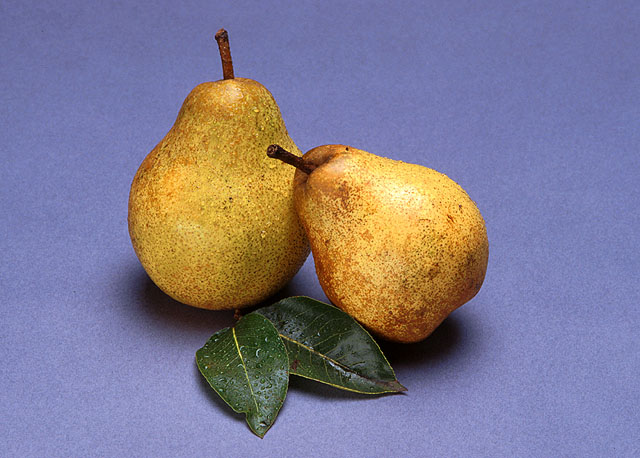
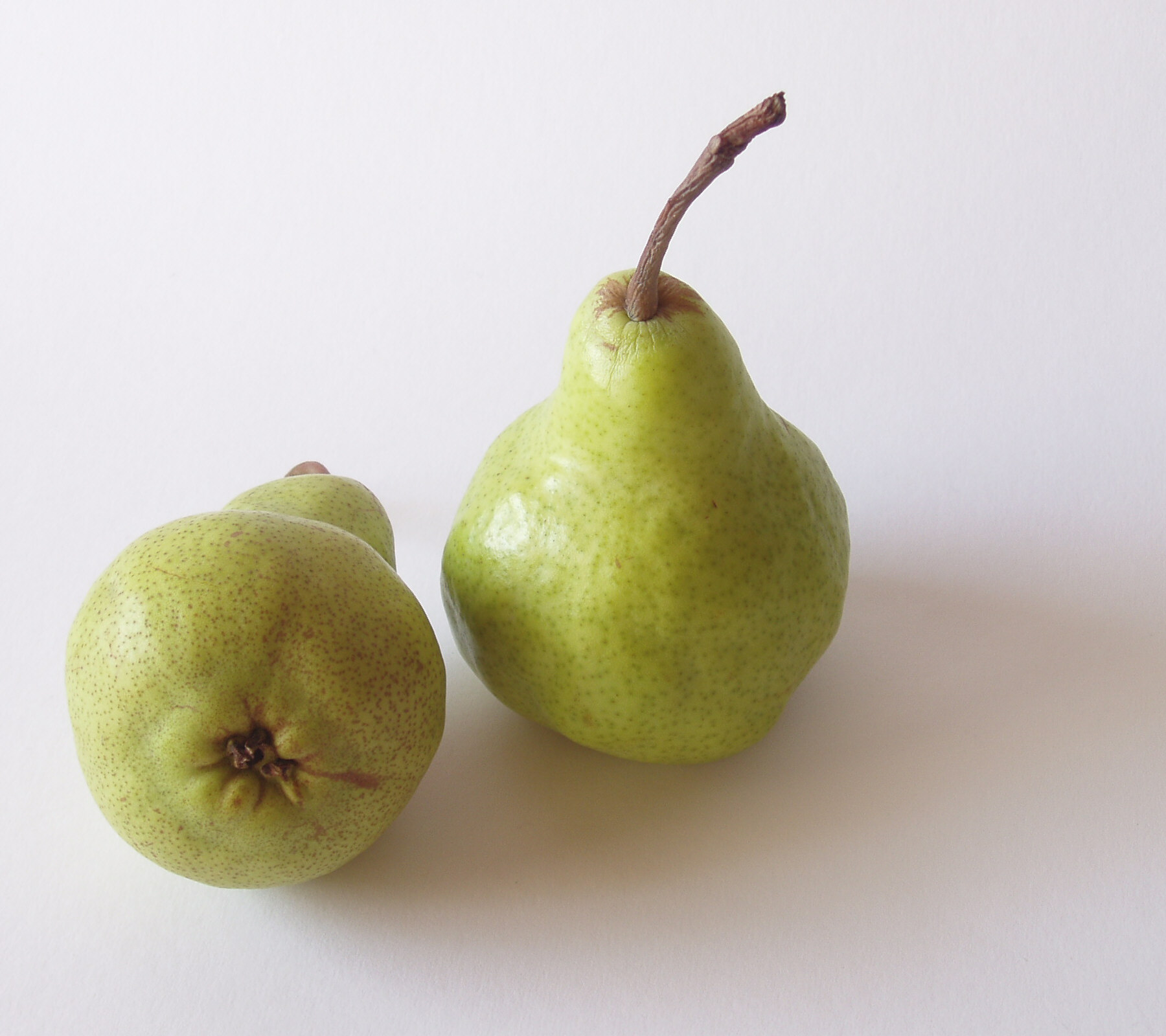
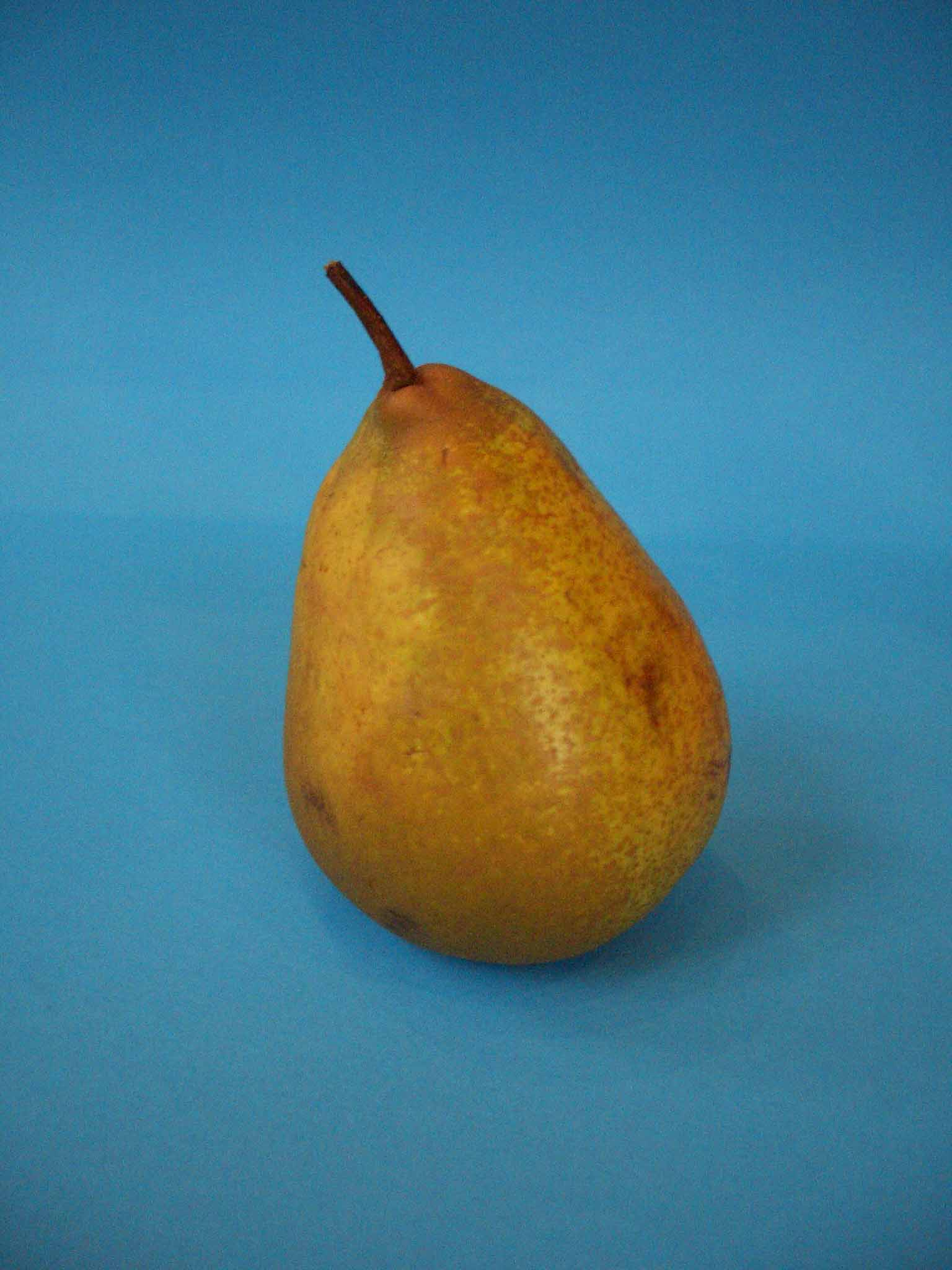
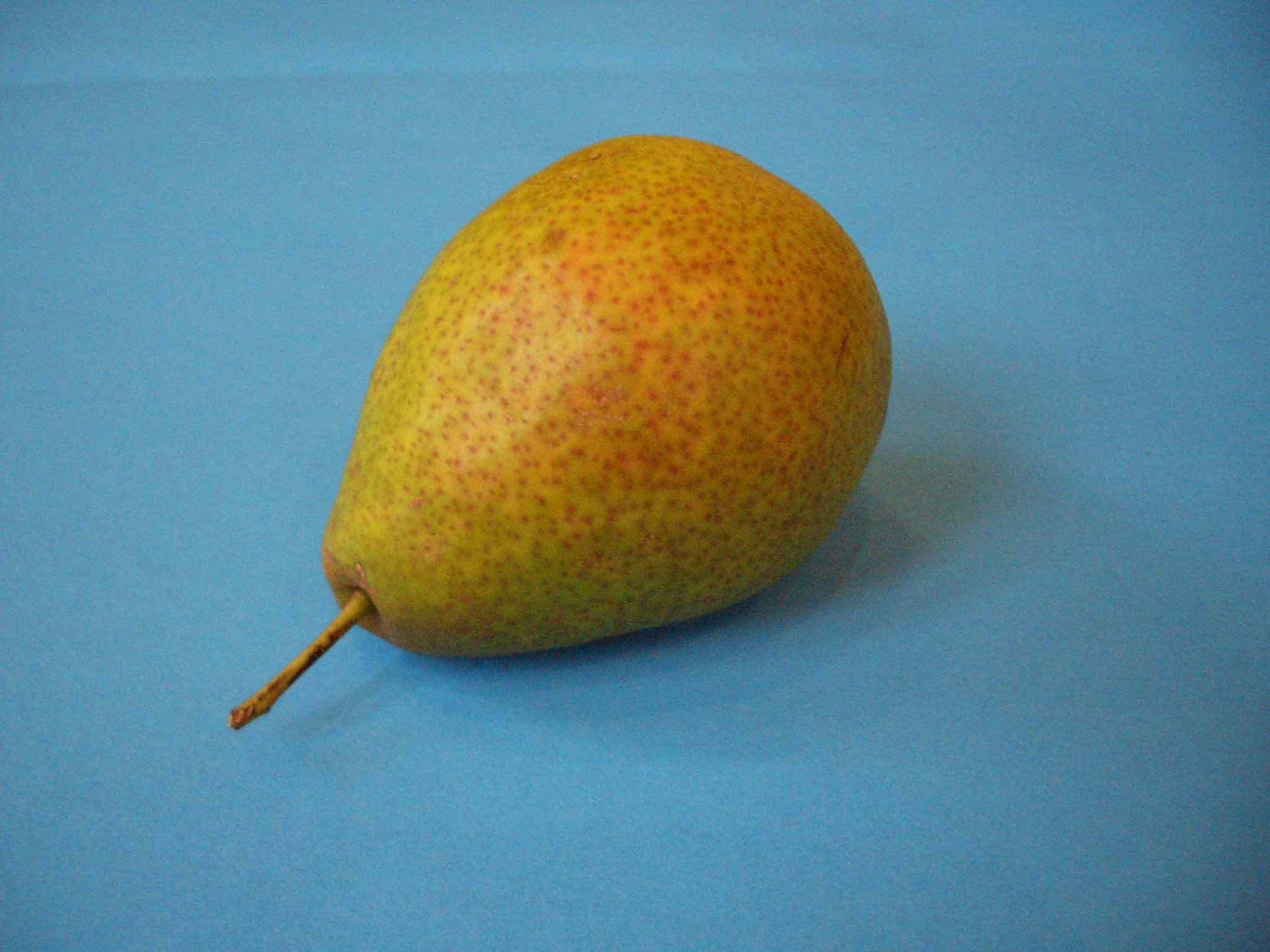
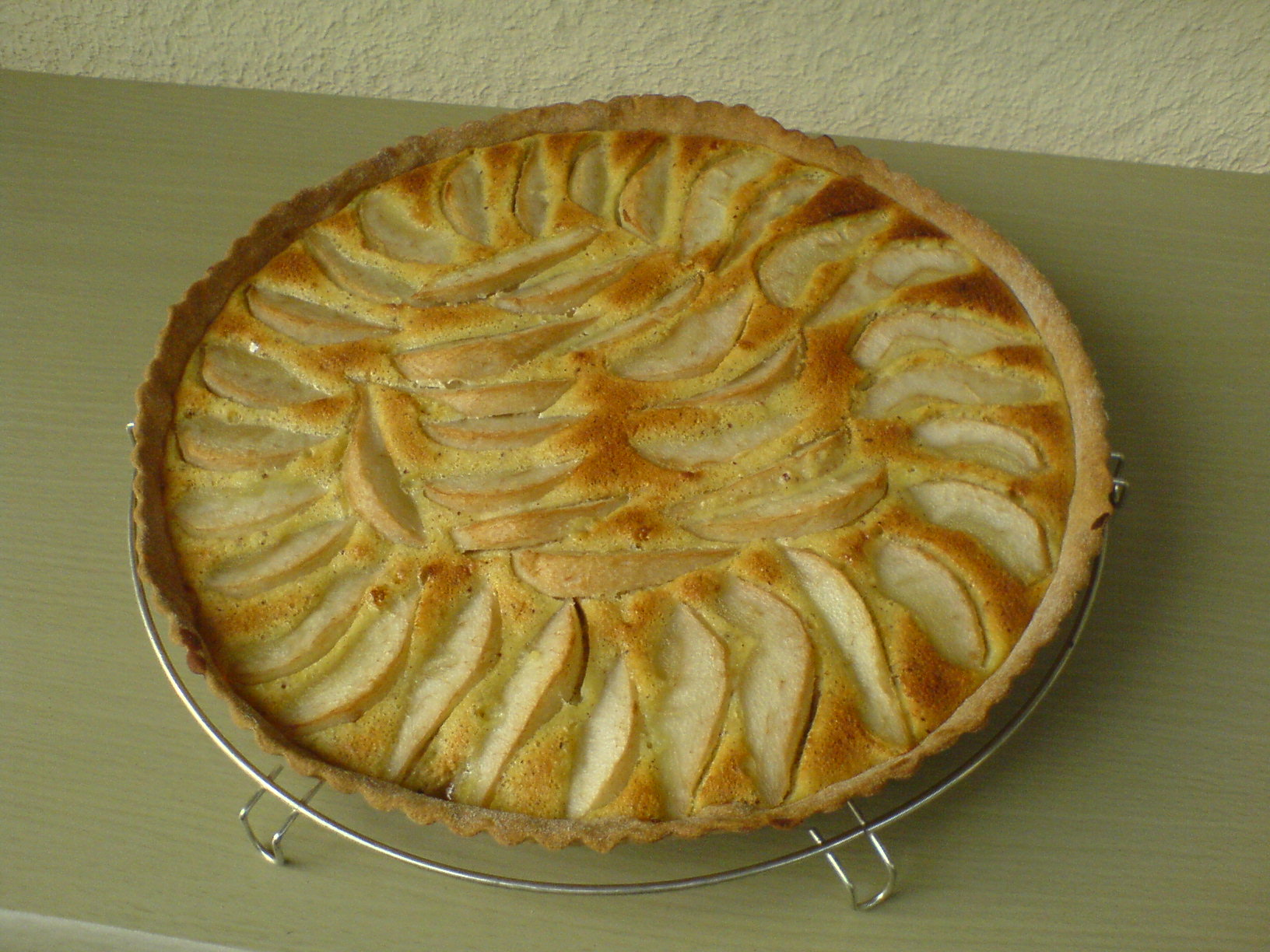
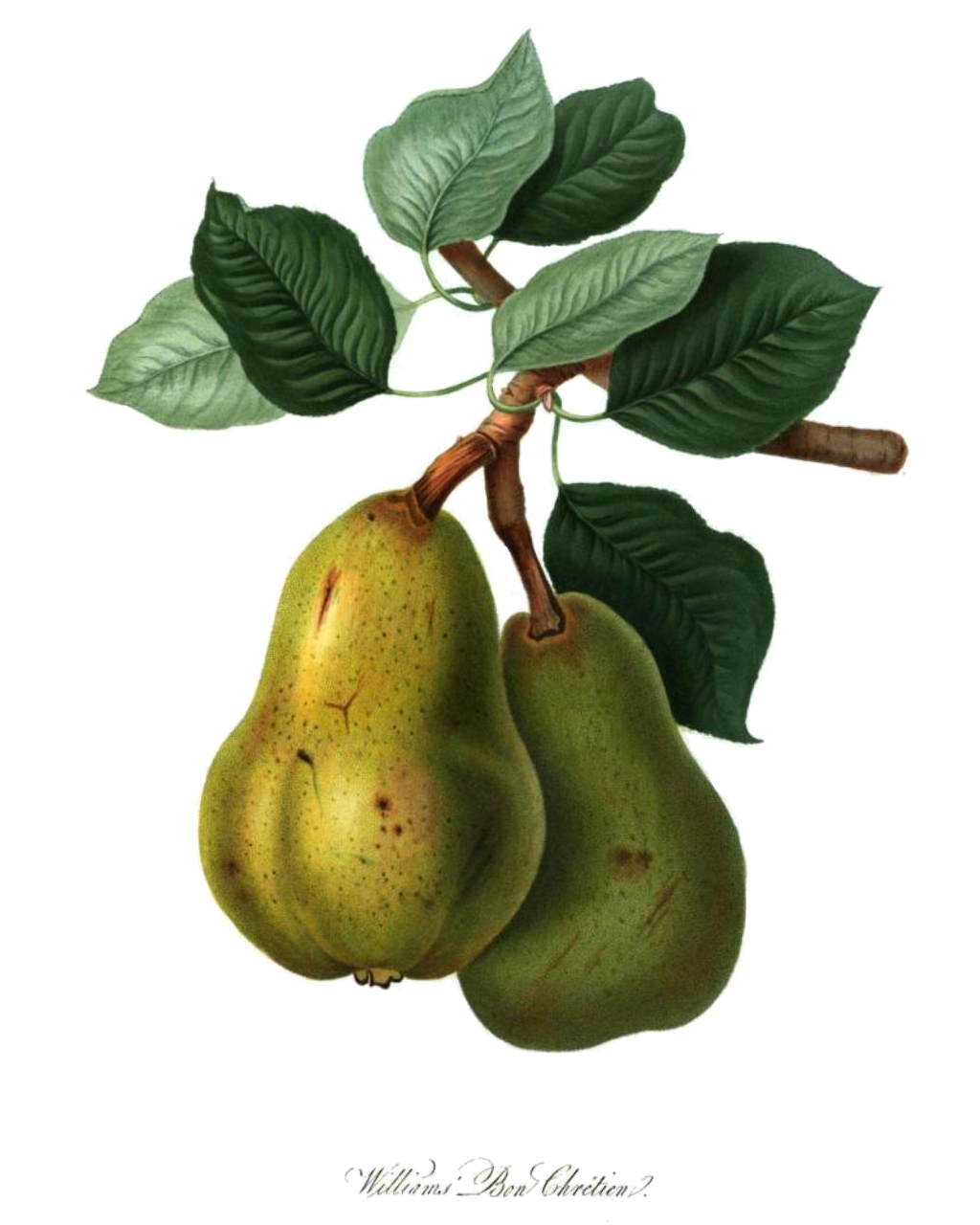
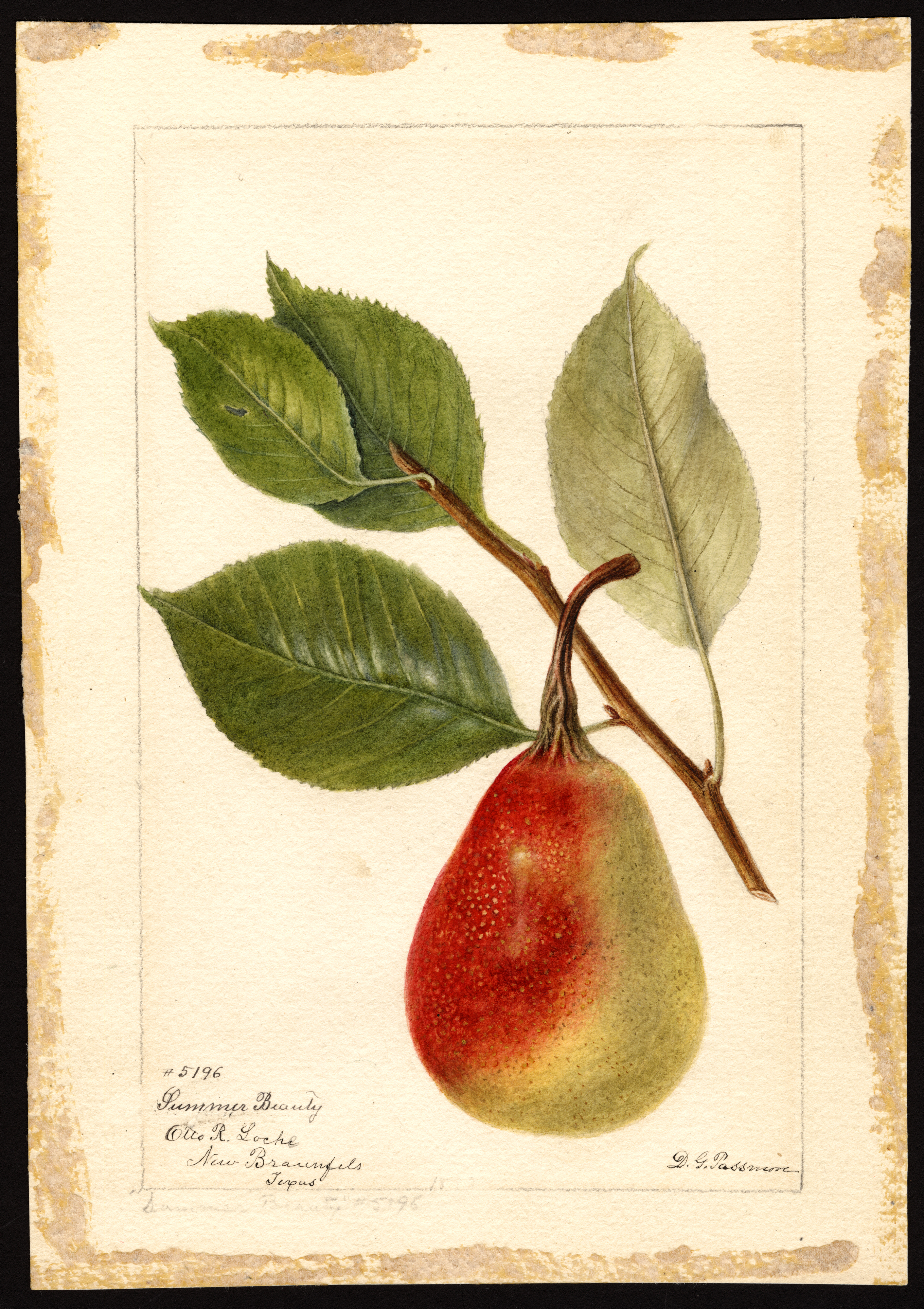
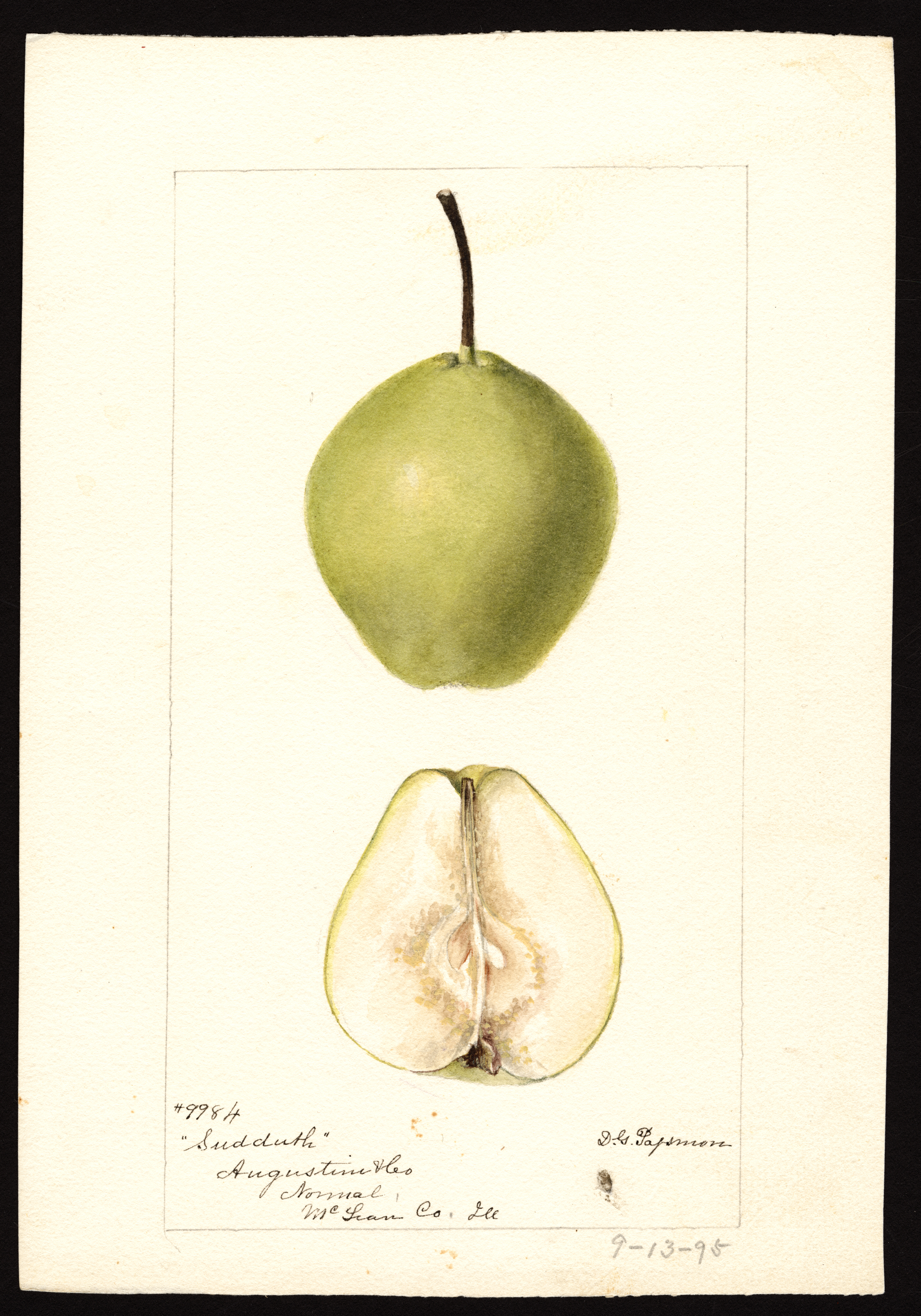